# 孔雀草
孔雀草 （学名：Tagetes patula）是菊科萬壽菊屬一年生草本植物，又名法國萬壽菊、小万寿菊、红黄草、西番菊、臭菊花、缎子花。8

## 品種
孔雀草英文名是（是幾種花色金黃的菊科植物的通稱），因為這種菊科植物自16世紀引入法國後，法國研究培植出許多變種，無論是單瓣、重瓣，或是頭狀花序或是迷你矮種。孔雀草在法國的名稱為印度石竹（L'œillet d'Inde），因為花朵長得像石竹属植物，另因引入地安地列斯群島在當時的名稱為西印度群島。

## 位置和氣候
孔雀草原產地是墨西哥和尼加拉瓜。此外，由於它具有觀賞及藥用的價值，已經被引進至歐洲和美國種植。
種植孔雀草的土壤需要排水良好，砂質壤土至黏質壤土均可以。耐寒性較弱，要避免霜凍防止寒害的發生。喜愛日照充足的環境，不可以種植在陰暗的地方。

## 物理特性
孔雀草為一年生植物，植株大小為50~150公分，開花期由7月至10月，9月時種子開始成熟。花為兩性花，是由昆蟲幫忙授粉的蟲媒花，以對野生動物具有吸引力而聞名。

## 用途

### 染色
由花中提取出的黃色染料，除了可以替食物染色之外，也可以用來為紡織品染色。

### 香水及藥用
孔雀草開花時，整株連花一起採收，用蒸餾法蒸餾全株，可以提取出孔雀草精油。這種香精油可以用來製作香水，'attar genda'香水就是用孔雀草精油加上檀香木精油混合後調製出來的一種香水。一公頃的孔雀草田可以生產27500公斤的孔雀草，其中包括莖葉25000公斤，花朵2500公斤，而27500公斤的孔雀草可以萃取出約35公斤的精油。目前也有在做孔雀草精油抗真菌性的研究，包括用它來處理由真菌感染所引起的念珠菌病及植物的真菌病害。在尼泊爾的鄉間，孔雀草被用來做為止住流鼻血的草藥，流鼻血時將花及葉子的汁液二至四滴滴入鼻子內即可。

### 宗教
孔雀草在印度教傳統文化中具有極其特殊與崇高的地位。除將其串成美麗的花環，供奉於廟宇，孔雀草花環亦作為一種象徵崇敬的獻禮。

## 圖片

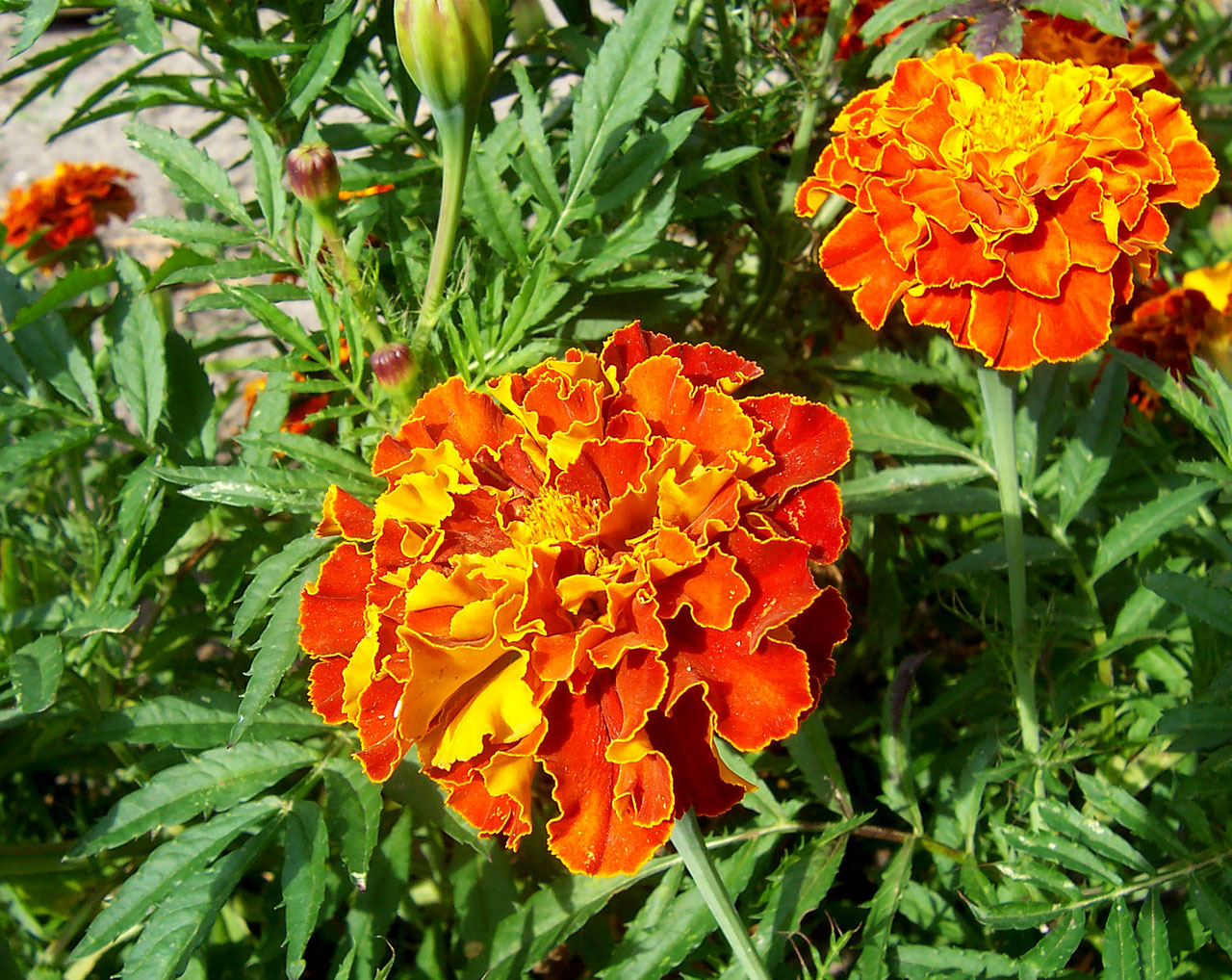
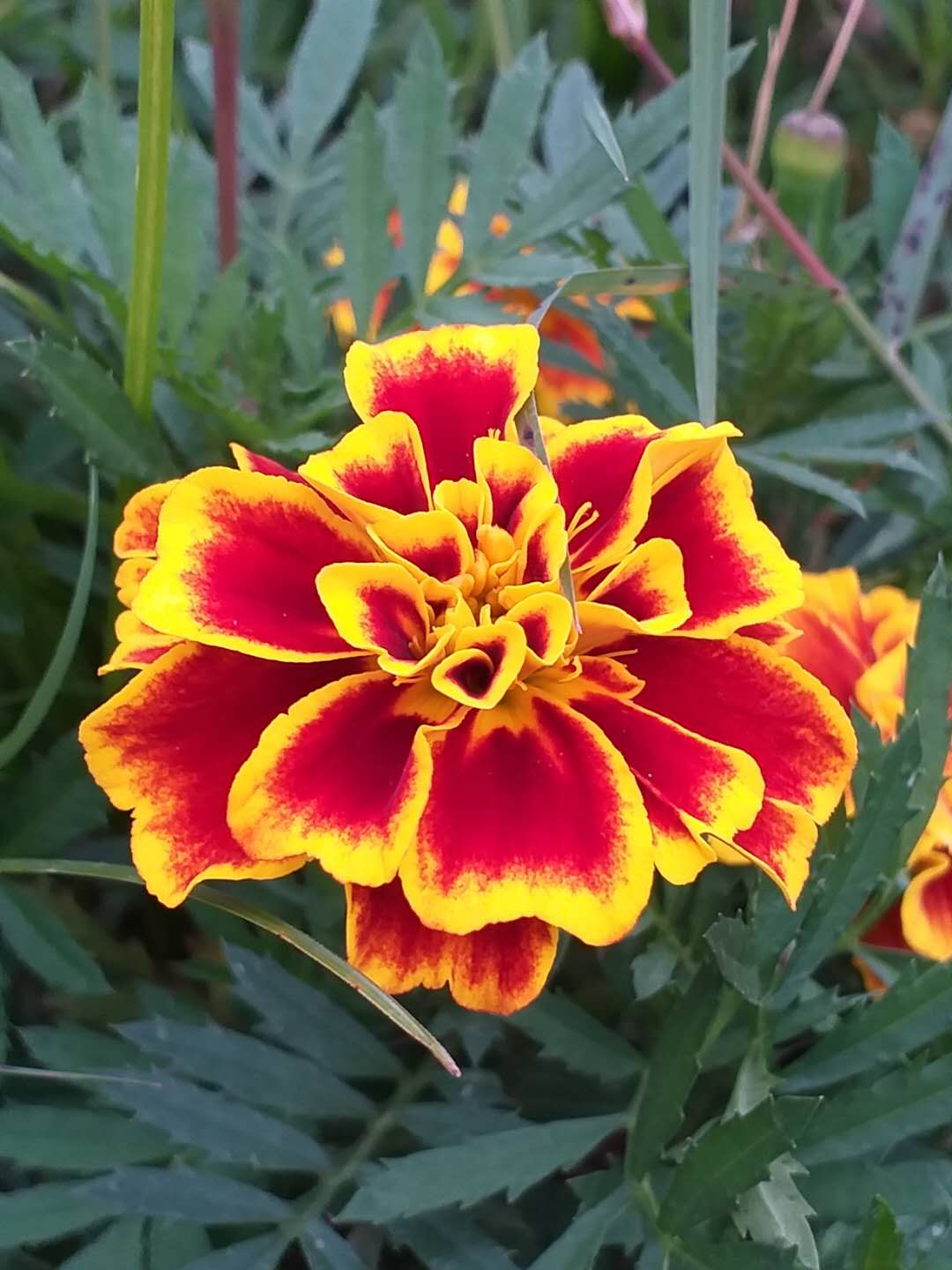
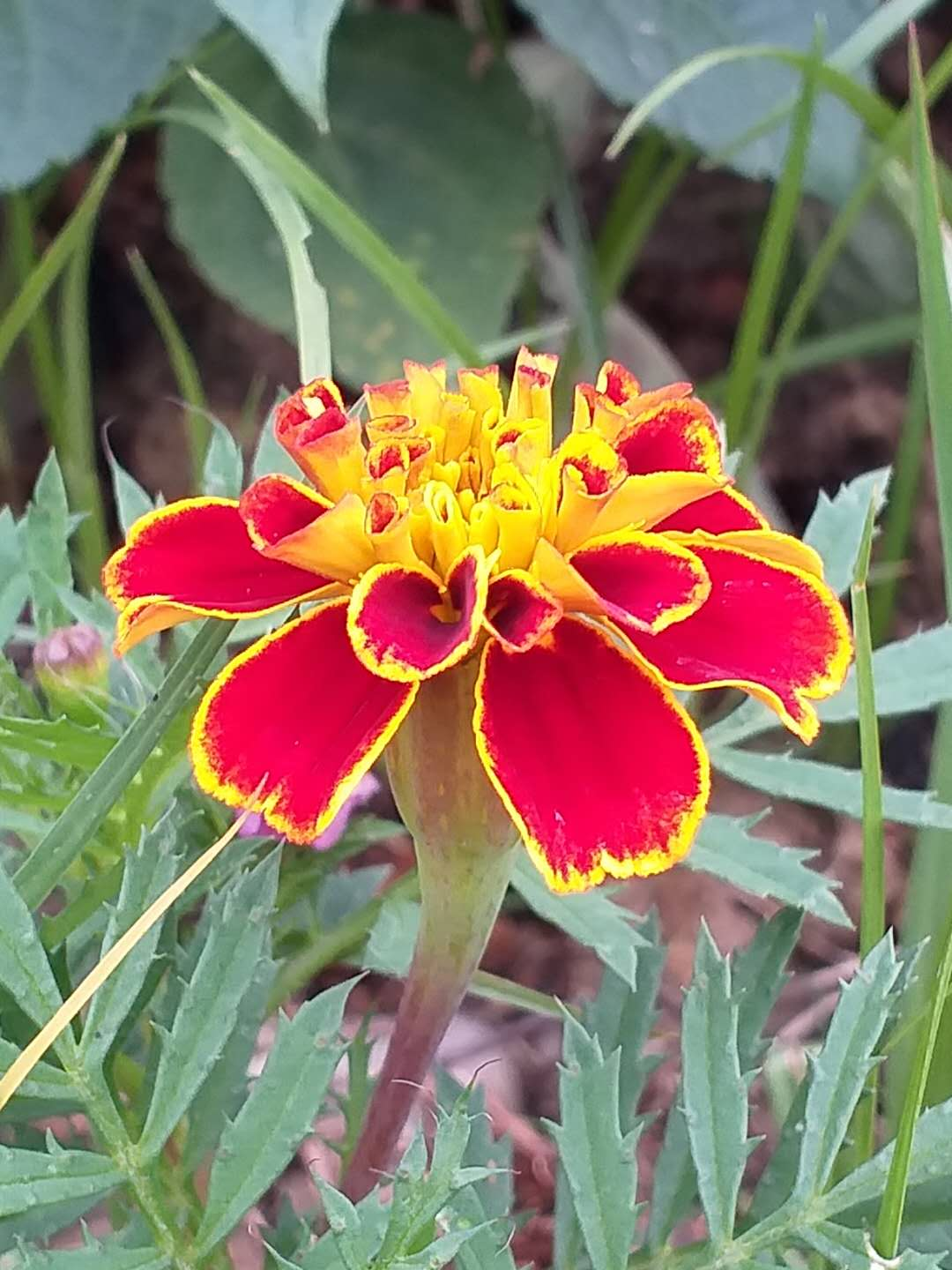
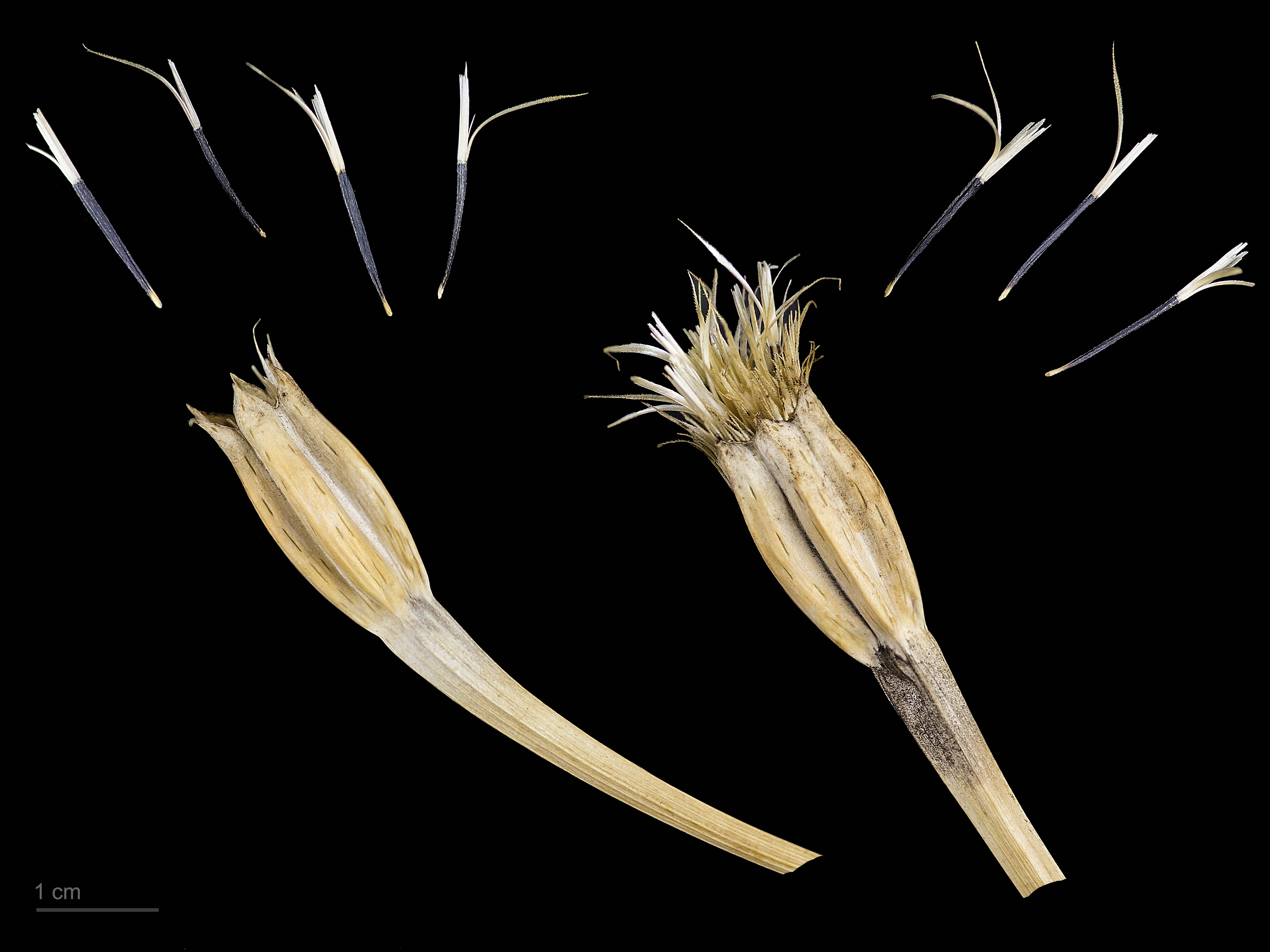